# Kampioenschap van Vlaanderen 1966
Il Kampioenschap van Vlaanderen 1966, cinquantunesima edizione della corsa, si svolse il 15 settembre 1966 su un percorso di 150 km, con partenza e arrivo a Koolskamp. Fu vinto dal belga Eddy Merckx della Peugeot-BP-Michelin davanti ai suoi connazionali Daniel Van Ryckeghem e Gustaaf De Smet.

## Ordine d'arrivo (Top 10)
| Pos. | Corridore              | Squadra                    | Tempo    |
| ---- | ---------------------- | -------------------------- | -------- |
| 1    | Eddy Merckx            | Peugeot-BP-Michelin        | 3h38'00" |
| 2    | Daniel Van Ryckeghem   | Terrot-Leroux              | a 58"    |
| 3    | Gustaaf De Smet        | Wiel's-Gancia-Groene Leeuw | s.t.     |
| 4    | Georges Delvael        | Solo-Superia               | s.t.     |
| 5    | Georges Van Den Berghe | Romeo-Smiths-Plume Sport   | s.t.     |
| 6    | Willy Van Neste        | Mann-Grundig               | s.t.     |
| 7    | Jean-Baptiste Claes    | Torpedo                    | s.t.     |
| 8    | Herman Van Loo         | Romeo-Smiths-Plume Sport   | s.t.     |
| 9    | Urbain De Brauwer      | Flandria                   | s.t.     |
| 10   | Robert De Middeleir    | Flandria                   | s.t.     |